# إيدا ماتون
إيدا ماتون (بالسويدية: Ida Matton)‏‏ (24 فبراير 1863 - 7 يوليو 1940 ) فنانة، ونحّاتة من السويد.